# Drama Stream
Drama Stream（日語：ドラマストリーム）是TBS電視台自2022年4月6日（5日深夜）開始在每週三0:58至1:28播出的深夜電視劇時段。這一時段主要播出面向女性的戀愛電視劇。在無線電視播出之前的一周，TBS會在Paravi和U-NEXT上提前播出。無線電視上播出之後亦會在TVer上播出。

## 作品列表

### 2022年
- 4月6日 - 5月25日：村井之戀（村井の恋）

原作：島順太
主演：高橋光
劇本：喜安浩平
- 6月1日 - 7月20日：理想的男友

原案：渡邊真子
主演：大政絢
劇本：木村涼子
- 7月27日 - 9月14日：父女變變變（パパとムスメの7日間）

原作：五十嵐貴久
主演：飯沼愛
劇本：荒井修子
- 9月21日 - 11月9日：階梯下的梵谷

主演：SUMIRE
劇本：加藤法子
- 11月16日 - 2023年1月18日：我的不和我做的費洛蒙男友

主演：島崎遙香
劇本：

### 2023年
- 1月25日 - 3月22日：Brother Trap（ブラザー・トラップ）

原作：
主演：久間田琳加
劇本：岡崎聰子
- 3月29日 - 5月17日：我竟然養起了小白臉

原作：本山久美子
主演：井桁弘惠
劇本：岡田真理、山本奈奈
- 5月24日 - 7月19日：Sweet Moratorium

原作：
主演：鈴鹿央士
劇本：加藤綾子、玉田真也、頃安祐良
- 7月26日 - 9月20日：埼玉的牛郎

主演：山本千尋
劇本：伊吹一
- 9月27日 - 11月15日：無法傳達給你。（君には届かない。）

原作：
主演：前田拳太郎、柏木悠（超特急）
劇本：開真理
- 11月22日 - 2024年1月16日：恋爱指南

主演：綱啓永
劇本：中屋敷法仁、宮本武史

### 2024年
- 1月24日 - 3月20日：瓜熟蒂落

原作：板倉梓『瓜を破る』
主演：久住小春、佐藤大樹（FANTASTICS from EXILE TRIBE）
劇本：岡崎聰子、髙橋幹子
- 4月2日 - 5月21日：擅長捉弄人的高木同學（からかい上手の高木さん）

原作：山本崇一朗
主演：月島琉衣、黑川想矢
劇本：金澤知樹、萩森淳、今泉力哉
- 6月11日 - 9月3日：小早、我啊。（さっちゃん、僕は。）

原作：朝賀庵
主演：木村慧人（FANTASTICS from EXILE TRIBE）
劇本：今西祐子、國吉咲貴
- 9月17日 - 12月10日：毒戀（毒恋〜毒もすぎれば恋となる〜）

原作：牧野圭祐
主演：濱正悟、兵頭功海
劇本：川崎泉

### 2025年
- 1月14日 - 3月25日：帶你到地獄的盡頭

主演：佐佐木希
劇本：LEE Nawon
- 4月9日 - 6月18日：三人夫婦

主演：淺香航大
劇本：我人祥太、成瀬都香、丹保あずさ
- 7月2日 - ：灰姑娘壁櫥

原作：柳井わかな
主演：尾碕真花、松本生
劇本：加藤綾子、折戶咲月

## 外部連結
- 官方网站
  - Drama Stream的X（前Twitter）
  - Drama Stream的Instagram帳戶
  - Drama Stream的TikTok